# Sabalo
Sabalo, anche chiamato Salabo (latino: Sabalus, Salabus; Mauretania, ... – ...; fl. I secolo) è stato un condottiero berbero, luogotenente del defunto re della Mauretania, Tolomeo di Mauretania, partecipò alla rivolta dei mauritani contro Roma.

## Antefatti
Verso la fine del 40, il re Tolomeo di Mauretania fu assassinato dal cugino di secondo grado, Caligola, mentre era in visita a Roma.
Un'ex schiavo di Tolomeo, Edemone, decise, quindi, di vendicare l'ex padrone e intentò una rivolta contro l'imperatore, e molti della tribù dei Mauri si unirono al liberto, del quale Sabalo fu uno dei più fedeli sostenitori.
Nel 42, succeduto a Caligola, l'imperatore Claudio incaricò, quindi, a Gaio Svetonio Paolino e Gneo Osidio Geta di sedare la rivolta, durata quattro anni.

## Biografia
Sabalo riuscì a sopravvivere con i suoi compagni ribelli nel Sahara, ma, grazie all'abilità e all'astuzia di Geta, il condottiero venne sconfitto due volte. Tuttavia, a causa dell'esaurirsi dell'acqua, Geta fu dubbioso se ritirarsi o continuare a inseguire Sabalo, tuttavia un berbero locale lo convinse a compiere un rituale della pioggia.
Quando quest'ultimo completò il rituale la pioggia cominciò a cadere dal cielo, tanto che lo stesso Sabalo, testimone dell'accaduto, pensò che Geta possedesse poteri soprannaturali. Alla fine della guerra, il berbero decise di arrendersi a Geta.